# Atletismo nos Jogos Paralímpicos de Verão de 2016 – Lançamento de dardo feminino
A disputa de lançamento de dardo feminino do atletismo nos Jogos Paralímpicos de Verão de 2016 ocorreu nos dias 9 a 11 de setembro no Estádio do Maracanã. Houve seis provas com diferentes critérios e premiações.

## Resultados

### F13
A competição ocorreu a 17 de Setembro.

### F34
| Ranking | Atleta                    | 1     | 2     | 3     | 4     | 5     | 6     | Final | Notas                |
| ------- | ------------------------- | ----- | ----- | ----- | ----- | ----- | ----- | ----- | -------------------- |
| 1       | CHN Zou Lijuan            | 21.00 | 21.68 | 21.86 | 17.87 | 18.17 | 18.97 | 21.86 | Recorde mundial      |
| 2       | FIN Marjaana Heikkinen    | x     | x     | 18.42 | x     | x     | x     | 18.42 | Recorde da temporada |
| 3       | GER Frances Herrmann      | 18.14 | 17.14 | 18.16 | 17.40 | 17.85 | 17.39 | 18.16 |                      |
| 4       | POL Lucyna Kornobys       | 17.42 | 17.88 | 16.74 | 16.42 | x     | x     | 17.88 | Recorde da temporada |
| 5       | ALG Louadjeda Benoumessad | 16.96 | x     | x     | 14.61 | x     | x     | 16.96 |                      |
| 6       | TUN Yousra Ben Jemaa      | 15.29 | x     | 15.07 | x     | x     | x     | 15.29 |                      |
| 7       | IRI Maryam Soltani        | 14.84 | 15.00 | x     | x     | x     | x     | 15.00 |                      |
| 8       | MAR Saida Amoudi          | 12.97 | 14.24 | 13.87 | 13.22 | 13.16 | x     | 14.24 |                      |

### F37
| Ranking | Atleta              | 1     | 2     | 3     | 4     | 5     | 6     | Final | Notas                |
| ------- | ------------------- | ----- | ----- | ----- | ----- | ----- | ----- | ----- | -------------------- |
| 1       | BRA Shirlene Coelho | 35.55 | 37.34 | 37.57 | 32.73 | 37.10 | x     | 37.57 | Recorde da temporada |
| 2       | CHN Mi Na           | x     | 30.18 | 28.35 | 28.96 | x     | x     | 30.18 | Recorde pessoal      |
| 3       | CHN Jia Qianqian    | x     | x     | x     | 29.47 | x     | x     | 29.47 |                      |
| 4       | VEN Yomaira Cohen   | 26.96 | 28.56 | 28.51 | 28.46 | 28.14 | 26.98 | 28.56 |                      |
| 5       | AUS Rae Anderson    | 25.58 | 28.46 | 27.88 | 25.98 | 26.22 | 27.83 | 28.46 | Recorde pessoal      |
| 6       | CZE Eva Berna       | 20.66 | x     | x     | x     | 21.79 | 23.27 | 23.27 | Recorde pessoal      |
| 7       | NZL Caitlin Dore    | 19.55 | x     | x     | 20.87 | 20.74 | 20.49 | 20.87 |                      |

### F46
A competição ocorreu a 13 de Setembro.

### F54
A competição ocorreu a 13 de Setembro.

### F56
| Ranking | Atleta                    | 1     | 2     | 3     | 4     | 5     | 6     | Final | Notas           |
| ------- | ------------------------- | ----- | ----- | ----- | ----- | ----- | ----- | ----- | --------------- |
| 1       | LAT Diana Dadzite         | 22.25 | 23.08 | 23.26 | 23.19 | 21.77 | 21.78 | 23.26 | Recorde mundial |
| 2       | GER Martina Willing       | 21.80 | x     | 22.22 | 21.42 | x     | x     | 22.22 |                 |
| 3       | ALG Naia Medjmedj         | 19.45 | 20.24 | x     | x     | 18.36 | 19.63 | 20.24 |                 |
| 4       | IRI Hashemiyeh Motaghian  | 18.99 | 19.83 | 18.74 | x     | x     | 19.81 | 19.83 |                 |
| 5       | BUL Daniela Todorova      | 18.95 | 18.49 | 19.06 | 18.73 | 19.54 | 19.02 | 19.54 | Recorde pessoal |
| 6       | BRA Raissa Rocha Machado  | 17.38 | x     | 18.34 | x     | 18.57 | x     | 18.57 |                 |
| 7       | USA Angela Madsen         | 17.21 | x     | x     | 15.24 | 16.84 | x     | 17.21 |                 |
| 8       | COL Erica Castano Salazar | 15.85 | 16.40 | 15.00 | 15.07 | x     | x     | 16.40 |                 |
| 9       | CHN Dong Feixia           | 13.76 | 14.33 | 14.25 | –     | –     | –     | 14.33 |                 |
| 10      | CRO Milka Milinkovic      | 13.70 | 13.92 | 13.95 | –     | –     | –     | 13.95 |                 |
| 11      | PAN Iveth Valdes Romero   | 13.27 | 11.76 | 13.57 | –     | –     | –     | 13.57 |                 |
| 12      | MLI Kororoumou Coulibaly  | x     | x     | 12.77 | –     | –     | –     | 12.77 |                 |

## Medalhistas
País sede destacado
| Ordem | País          | Medalha de ouro | Medalha de prata | Medalha de bronze |   |
| ----- | ------------- | --------------- | ---------------- | ----------------- | - |
| 1     | CHN China     | 1               | 1                | 1                 | 3 |
| 2     | BRA Brasil    | 1               |                  |                   | 1 |
|       | LAT Letônia   | 1               |                  |                   | 1 |
| 4     | GER Alemanha  |                 | 1                | 1                 | 2 |
| 5     | FIN Finlândia |                 | 1                |                   | 1 |
| 6     | ALG Argélia   |                 |                  | 1                 | 1 |
| TOTAL | TOTAL         | 3               | 3                | 3                 | 9 |

Legenda
| Recorde mundial      | Recorde mundial (World record)               |                       | Recorde africano                      | Recorde africano (African) |                                           | Q | Classificado por posição (Qualified) |
| Recorde paralímpico  | Recorde paralímpico (Paralympic record)      | Recorde da América    | Recorde da América (Americas)         | q                          | Classificado por melhor tempo (Qualified) |   |                                      |
| Melhor marca do ano  | Melhor marca do ano (World leading)          | Recorde asiático      | Recorde asiático (Asian)              | DNS                        | Não largou (Did not start)                |   |                                      |
| Recorde nacional     | Recorde nacional (National record)           | Recorde europeu       | Recorde europeu (European)            | DNF                        | Não terminou (Did not finish)             |   |                                      |
| Recorde pessoal      | Recorde pessoal do atleta (Personal best)    | Recorde da Oceania    | Recorde da Oceania (Oceania)          | DSQ / DQ                   | Desclassificado (Disqualified)            |   |                                      |
| Recorde da temporada | Recorde da temporada do atleta (Season best) | Recorde sul-americano | Recorde sul-americano (South America) | NM                         | Sem marca (No mark)                       |   |                                      |